# Dikálium-tartarát
A dikálium-tartarát (más néven E336 vagy argol) a borkősav káliummal alkotott vegyülete. Képlete: K2C4H4O6. Nem tévesztendő össze a monokálium-tartaráttal (más néven kálium-hidrogén-tartarát vagy kálium-bitartarát). Vízzel keverve kis részben kálium-hidroxiddá és borkősavvá alakul.
Természetes úton egyes gyümölcsökben is előfordul, ipari mennyiségben a bortermelés melléktermékéből, a szőlő héjából állítják elő. Általában a minőségi borok alján, csapadék formájában található. A borban található dikálium-tartarát azt jelzi, hogy a bor magas ásványianyag-tartalmú szőlőszemekből készült, és semmiféle kémiai stabilizálószert sem alkalmaztak készítése során.
Élelmiszerekben a hozzáadott dikálium-tartarátot E336 (monokálium-tartarát és dikálium-tartarát keveréke) néven jelölik. Pékárukhoz, valamint cukrászipari termékekhez antioxidánsként adagolják. Napi maximum beviteli mennyisége 30 mg/testsúlykg. A szervezetben egyáltalán nem szívódik fel, a vizelettel távozik.